# Graz-Umgebung
Graz-Umgebung är ett distrikt (Bezirk) i det österrikiska  förbundslandet Steiermark. Distriktets huvudort är Graz som dock inte ingår i distriktet då den är en stad med egen statut, det vill säga en stadskommun där stadsförvaltningen även sköter distriktsuppgifterna. 
Distriktet delas efter en kommunreform 2015 in i en stadskommun, 21 köpingskommuner och 14 kommuner:

Kommunerna i distriktet Graz-Umgebung.

Stadskommun (Stadtgemeinde):
- Frohnleiten

Köpingskommuner (Marktgemeinden):

- Deutschfeistritz
- Dobl-Zwaring
- Eggersdorf bei Graz
- Feldkirchen bei Graz
- Gratkorn
- Gratwein-Straßengel
- Gössendorf
- Hausmannstätten
- Hitzendorf
- Kalsdorf bei Graz
- Kumberg
- Laßnitzhöhe
- Lieboch
- Peggau
- Premstätten
- Raaba-Grambach
- Sankt Marein bei Graz
- Semriach
- Thal
- Vasoldsberg
- Übelbach

Kommuner (Gemeinden):

- Fernitz-Mellach
- Hart bei Graz
- Haselsdorf-Tobelbad
- Kainbach bei Graz
- Nestelbach bei Graz
- Sankt Bartholomä
- Sankt Oswald bei Plankenwarth
- Sankt Radegund bei Graz
- Seiersberg-Pirka
- Stattegg
- Stiwoll
- Weinitzen
- Werndorf
- Wundschuh